# Monti Volsini
I Monti Volsini sono una catena collinare di origine vulcanica che si trova intorno al bacino del Lago di Bolsena.

## Toponimo
Prendono il nome dall'antica città etrusca di Velzna, poi ribattezzata Volsinii dai Romani.

## Geografia
I Monti Volsini (o Vulsini), gruppo montuoso dell'Antiappennino laziale, sono compresi per la maggior parte nella provincia di Viterbo, ma sconfinano anche nella provincia di Grosseto e in quella di Terni.
La massima altezza è nel Poggio del Torrone, 690 m, fra i comuni di Bolsena e Castel Giorgio, dove si trova la cima.

## Monti
- Poggio del Torrone, 690 m.s.l.m.
- Poggio Pocatrabbio, 682 m.s.l.m.
- Poggio Evangelista, 663 m.s.l.m.
- Passo della Montagnola, 639 m.s.l.m.
- Colle Falisco, 633 m.s.l.m.
- Monte Panaro, 631 m.s.l.m.
- Poggio Monterado, 625 m.s.l.m.
- Monte Starnina, 620 m.s.l.m.
- Poggio Montione, 612 m.s.l.m.

## Il territorio
I suoi fianchi sono coltivati a vigneti (in particolare vi si producono i vini Aleatico di Gradoli e Est! Est!! Est!!! di Montefiascone) e a oliveti (Olio Extravergine d'Oliva "Alta Tuscia"). Le cime sono ricoperte da boschi di querce, castagni, ontani che negli ultimi anni, a causa dell'abbandono dei campi, si sono estesi. Vi vivono volpi, ricci, cinghiali, cerbiatti, falchi, barbagianni.

## La natura vulcanica delle colline
I Monti Volsini appartenevano, nel Pleistocene medio-superiore, al complesso vulcanico, ribattezzato "Vulsinio", da cui sono nati il lago di Bolsena e le colline stesse. A ricordo di quella attività vulcanica è rimasta la conca di Latera, ultimo residuo di un antico vulcano, denominato dagli studiosi "apparato Vulsinio". Una presunta eruzione sarebbe avvenuta anche in epoca storica nel 104 a.C., ma attualmente si ritiene che i resoconti storici si riferissero ad un incendio di natura non vulcanica. Attualmente l'INGV non include i Volsini fra i vulcani potenzialmente attivi.
Recentemente si è parlato anche di sfruttare gli ultimi residui di attività vulcanica con la costruzione di alcune centrali geotermiche. Una di queste dovrebbe nascere sull'altopiano dell'Alfina nel territorio di Castel Giorgio mentre un'altra sarebbe dovuta sorgere a Latera, ma la centrale si è rivelata controproducente. Infatti, le emissioni della centrale, ricche di zolfo e altri acidi, hanno prodotto danni all'agricoltura e al turismo. Nel 1997 l'Enel decise di chiudere la centrale e di portare le risorse geotermiche sul Monte Amiata.

## Comuni compresi nei Monti Volsini
- Bolsena
- Acquapendente
- Castel Giorgio
- Bagnoregio
- Capodimonte
- Gradoli
- Grotte di Castro
- Latera
- Marta
- Montefiascone
- Pitigliano
- Porano
- Tuscania
- Onano
- San Lorenzo Nuovo
- Sorano
- Valentano
- Piansano
- Cellere
- Proceno
- Arlena di Castro
- Tessennano
- Ischia di Castro
- Farnese
- Celleno

## SIC
Nel 2005 i Monti Vulsini sono stati proposti come sito di interesse comunitario. Sono segnalate le seguenti specie di interesse comunitario:
- Rhinolophus ferrumequinum
- Rhinolophus euryale
- Milvus migrans
- Caprimulgus europaeus
- Lullula arborea
- Circaetus gallicus
- Pernis apivorus
- Testudo hermanni
- Triturus carnifex
- Cerambyx cerdo